# 兼島ダンシング
兼島ダンシング(かねしまダンシング、1974年3月26日 - ）は、日本の元ピン芸人。本名、兼島 信茂（かねしまのぶしげ）。
沖縄県那覇市出身。身長174cm、血液型はO型。都城高等学校卒業。祖父に兼島信栄を持つ。

## 来歴
2006年10月に松竹芸能タレントスクール東京校に11期入校。卒業後に松竹芸能に所属しピン芸人活動を開始する。憧れている芸人は藤井隆である。
主に一人コントを行う。ダンス講師を務める傍ら、「社交ダンスは真剣に見るとキモい」ということに気付き、ネタに取り入れる。マッチ売りの少女などのイラストを見せつつ踊るネタがある。みょーちゃんの主宰する『みょーちゃん劇団』にも出入りし、公演に出ていた。
2013年6月16日から17日にかけ、自転車雑誌『CYCLO TOURIST』編集長・田村浩の保有する高級自転車9台の写真を同氏自宅車庫に侵入して無断で撮影。それらをインターネットオークションに出品し、落札者が決定した後にあらためて同氏宅に侵入して盗み出し自転車を送付していた。窃盗容疑で7月9日に逮捕され無期限謹慎処分、さらに3月に別件の窃盗罪にて逮捕され、5月に懲役1年6か月・執行猶予3年の有罪判決を受けていた事実を松竹芸能に報告していない事が判明したため8月23日、契約を解除され芸人を引退した。所属事務所の松竹芸能によると、2012年頃から芸人の仕事を全くしておらず音信不通状態で4月に「病気をしていた」と言って来たため、診断書提出を求めていた矢先に今回の事件が発覚したという。同年9月19日、東京地方裁判所にて初公判が行われ、自転車の窃盗容疑を大筋で認めた（被害品の時価総額について否認）。11月26日、東京地裁により自転車4台の窃盗で懲役2年、1台の窃盗で懲役4か月の合計懲役2年4か月の実刑判決が下り、確定した。東京拘置所にて服役し、2016年春に刑期満了で出所、解除後は芸人を引退した。
なおこの逮捕により、かつて兼島が出演した「ゲームレコードGP」再放送は兼島の出演していない収録分のみが放送された。

## 出演
テレビ
- エンタの天使（日本テレビ）- キャッチコピーは「急展開のサンバダンサー」（本名である兼島信茂名義）
- あらびき団（TBSテレビ）第83回（2009年7月22日）、あらびき団スペシャル『夏祭り！超豪華60分拡大スペシャル!!』（2009年7月29日）
- 東京Live激レア芸人図鑑DX（テレ朝チャンネル）
- エンタの神様（日本テレビ）-キャッチコピーは「予想外のダンスライブ」
- ゲームレコードGP（MONDO21）不定期
- 半分エスパー（フジテレビTWO）
- ゲームセンターCX 24時間テレビ 2009（フジテレビワンツーネクスト）

ライブ
- 松竹若手ライブ 関東ゲラゲラジム
- 松竹若手下克上ライブ！関東ゲラゲラBIG